# Стіна звуку
«Стіна звуку» (англ. Wall of Sound) — назва специфічної техніки аранжування і звукозапису поп- та рок-музики, яку запровадив Філ Спектор, власник Gold Star Studios в 1960-х роках.
Сутність «Стіни звуку» полягала в тому, що Спектор збирав у своїй студії велику кількість музикантів, які грали свої партії в унісон, причому в такий спосіб накладалися й партії інструментів, яким не властиве ансамблеве використання, як наприклад електрогітари і бас-гітари. При цьому аранжуванням Спектора були властиве широке використання великих груп інструментів симфонічного оркестру.
Завдяки цій техніці, Спектор досягав густого, щільного і потужного звуку, який добре транслювався через AM-радіомовлення, або використовувався у музичних автоматах, популярних в ту епоху.
Ефект «стіни звуку» Спектор використав у ряді пісень альбому Let it Be гурту The Beatles. Іншими відомими приклади застосування цієї техніки є пісні:
- «Be My Baby» гурту The Ronettes en 1963
- «Dancing Queen» гурту ABBA
- «Bohemian Rhapsody» гурту Queen
- «Born to Run» Брюса Спрінґстіна та E Street Band

Окрім Спектора, аналогічний прийом застосував Браян Вілсон, продюсер гурту The Beach Boys, зокрема він чутний у піснях «God Only Knows», «Wouldn't it Be Nice» і, особливо, психоделічній «Good Vibrations».